# Парк 30-летия Победы (Москва)
Парк 30-летия Победы — московский парк культуры и отдыха открытый 9 мая 1975 года в честь 30-летия победы в Великой Отечественной войне. Расположен в районе Чертаново Центральное Южного административного округа между Чертановской и Кировоградской улицами. Площадь парка составляет 7,5 га.

## История
29 октября 1974 года по инициативе общественности небольшой участок между четвёртым и пятым микрорайонами Чертанова был очищен от мусора, и начался процесс его облагораживания. Через некоторое время у главного входа в будущий парк со стороны Кировоградской улицы была поставлена памятная плита с надписью: «Парк в честь 30-летия Победы Советского народа в Великой Отечественной войне заложен 29 октября 1974 года».
В честь 30-летия победы ученики школы № 679 совместно с ветеранами Великой Отечественной войны посадили в парке первые деревья — 30 берёз. Открытие парка состоялось 9 мая 1975 года.
К 40-летней годовщине победы на территории парка была открыта библиотека № 198.
В ноябре 1997 года в парке появился мемориал «ДОТ» — воссозданный фрагмент второй линии обороны Москвы, проходившей недалеко от территории парка.
Через год вокруг мемориала открылась экспозиция из артиллерийских орудий — советской зенитной пушки 52-К и 75-мм немецкого противотанкового орудия PaK 40.
В 2000 году в парк провели электричество и установили фонари.

## Достопримечательности

### Памятник детям-узникам фашистских концлагерей
В 1992 году по инициативе организации бывших узников фашизма «Непокорённые» в западной части парка был установлен памятник детям-узникам фашистских лагерей. Памятник представляет собой три гранитных плиты: горизонтальную в центре с изображением детей и две вертикальные по краям с изображением ограды из колючей проволоки. Автором памятника стал Виктор Бирюков — сын бывшей узницы лагеря смерти Дахау. 8 мая 2014 года к 69-летию победы памятник открылся в обновленном виде: большая гранитная плита с надписью «Детям-узникам фашистских лагерей», язык пламени из красного гранита с датами «1941—1945» и фонтан, который по задумке скульптора символизирует слёзы матерей.
К памятнику регулярно приносят цветы, венки и детские игрушки.

### Мемориал Победы
В 2004 году в парке был установлен гранитный монумент со словами: «Никто не забыт, ничто не забыто» художника Владимира Бодрягина.
На монументе выбиты слова «Вечная память павшим воинам в Великой Отечественной войне 1941—1945». С обратной стороны монумента изображены береза, звезда и высечены слова «Стоявшим насмерть во имя жизни». Под этими словами перечислены фамилии чиновников-членов инициативной группы, а также фамилия скульптора. Слева и справа от мемориала установлены инсталляции из железных прутьев, напоминающих языки огня.

### Остальные объекты
На территории парка находятся горка для катания, яблоневый сад, площадки для отдыха, фонтаны, теннисные корты, открытая концертная эстрада и несколько детских игровых площадок.